# Домкино (Ленинградская область)
До́мкино — деревня в Скребловском сельском поселении Лужского района Ленинградской области.

## История
Впервые упоминается в писцовых книгах Шелонской пятины 1498 года, как деревня Домкино на озере Врево в Дремяцком погосте Новгородского уезда.
Деревня Домкино и при ней усадьба помещика Безобразова, обозначены на карте Санкт-Петербургской губернии Ф. Ф. Шуберта 1834 года.

ДОМКИНО — деревня принадлежит действительной статской советнице Александре Безобразовой, число жителей по ревизии: 83 м. п., 89 ж. п. (1838 год)

Деревня Домкино отмечена на карте профессора С. С. Куторги 1852 года.

ДОМКИНО — деревня госпожи Безобразовой, по просёлочной дороге, число дворов — 21, число душ — 85 м. п. (1856 год)

ДОМКИНО — деревня, число жителей по X-ой ревизии 1857 года: 86 м. п., 90 ж. п. (из них дворовых людей — 4 м. п., 4 ж. п.)

ДОМКИНО — деревня и мыза владельческие при озере Вреве, число дворов — 22, число жителей: 73 м. п., 77 ж. п. (1862 год)

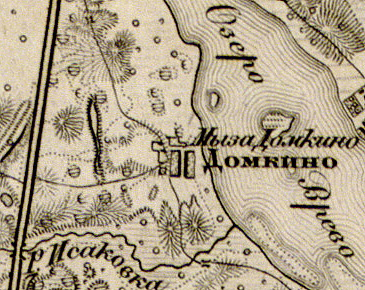
Деревня Домкино на карте 1863 года

Согласно карте из «Исторического атласа Санкт-Петербургской Губернии» 1863 года в деревне Домкино находилась одноимённая мыза.
В 1869—1870 годах временнообязанные крестьяне деревни выкупили свои земельные наделы у А. А. Безобразовой и стали собственниками земли.
Согласно подворной описи 1882 года:

ДОМКИНО — деревня Жглинского общества Городецкой волости
  
домов — 39, душевых наделов — 78,  семей — 39, число жителей — 116 м. п., 111 ж. п.; разряд крестьян — собственники

Согласно материалам по статистике народного хозяйства Лужского уезда 1891 года, усадьба Дёмкина площадью 364 десятины принадлежала жене надворного советника Т. З. Глазенап, усадьба была приобретена в 1886 году за 6000 рублей, в усадьбе был фруктовый и ягодный сады.
В XIX веке деревня административно относилась ко 2-му стану Лужского уезда Санкт-Петербургской губернии, в начале XX века — к Городецкой волости 5-го земского участка 4-го стана.
По данным «Памятных книжек Санкт-Петербургской губернии» за 1900 и 1905 годы деревня Домкино входила в Жглинское сельское общество, 850 десятин земли в имении Домкино принадлежали жене профессора и действительного статского советника, Татьяне Захаровне Глазенап.
С 1917 по 1923 год деревня Домкино входила в состав Домкинского сельсовета Городецкой волости Лужского уезда.
С 1923 года, в составе Жглинского (Александровского) сельсовета.

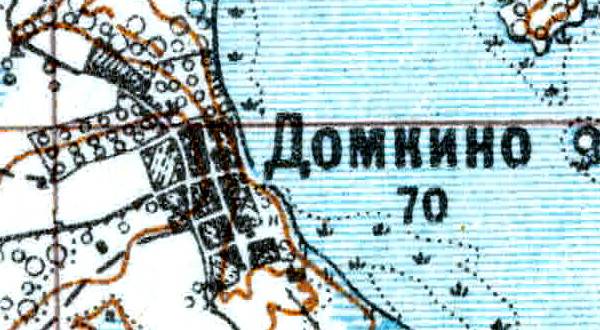
Деревня Домкино на карте 1926 года

Согласно топографической карте 1926 года деревня насчитывала 70 дворов.
С февраля 1927 года, в составе Лужской волости, с августа 1927 года — Лужского района.
С 1928 года, в составе Городецкого сельсовета.
По данным 1933 года деревня Домкино входила в состав Городецкого сельсовета Лужского района.
C 1 августа 1941 года по 31 января 1944 года деревня находилась в оккупации.
В 1961 году население деревни Домкино составляло 158 человек.
По данным 1966 года деревня Домкино также входила в состав Городецкого сельсовета.
По данным 1973 года деревня Домкино входила в состав Калгановского сельсовета.
По данным 1990 года деревня Домкино входила в состав Межозёрного сельсовета.
В 1997 году в деревне Домкино Межозёрной волости проживали 106 человек, в 2002 году — 82 человека (русские — 98 %).
В 2007 году в деревне Домкино Скребловского СП проживали 96 человек.

## География
Деревня расположена в южной части района на автодороге 41К-252 (Киевское шоссе — Бутковичи).
Расстояние до административного центра поселения — 4 км.
Расстояние до ближайшей железнодорожной станции Луга I — 17 км.
Деревня находится на западном берегу озера Врево.

## Демография
| 1838 | 1862 | 1961 | 1997 | 2007 | 2010 | 2017 |
| ---- | ---- | ---- | ---- | ---- | ---- | ---- |
| 172  | ↘150 | ↗158 | ↘106 | ↘96  | ↗99  | ↗107 |

## Улицы
Берёзовая аллея, Ключевой переулок, Низовская, Новая, Новый переулок, Озёрная, Парковая, Полевая, Промышленный переулок, Радужный переулок, Садовая, Солнечный переулок, Тенистый переулок, Цветочный переулок, Центральная, Южная.

## Садоводства
Домкинское, Озеро Врево.